# 花里功
花里 功（はなざと いさお、1952年12月7日 - 2023年2月3日）は、日本の実業家、自動車技術者。自動車・オートバイ用ブレーキメーカーのエンドレスアドバンスの創業者。

## 略歴
元々幼少時から車好きで、高校2年生のときに自動車免許を取り、高校までの通学は軽自動車で通っていた。20歳でドライバーとしてレース活動を開始し、FL500を始めとするカテゴリーに参戦するが、34歳で「金欠になって断念」した。FL500ではムーンクラフトの由良拓也デザインのマシンなども走らせていた。
1986年、萩原正志らと共に『エンドレスアドバンス』を創業。当時は手持ちの機材も少なく、一斗缶を改造して手づくりの撹拌機を製作し、摩材を混ぜていたという。元々レース活動でハヤシレーシングのガレージを借りたときに、同チームの林将一らが「アルミホイールの材料でブレーキローターを作っていた」のを目撃し、そのときからブレーキを製造することが頭の中にあった。翌1987年より、当時の全日本F3000選手権向けにブレーキパッドの供給を開始し、和田孝夫/星野一義らが好成績を残したことで、一気に経営が軌道に乗った。以後はブレーキパッドだけでなくローター・キャリパー・フルードなどにも進出し、ブレーキ関連パーツを総合的に手掛けるメーカーとなった。
2023年2月3日、71歳で死去。